# Barrancas (ville de l'État de Barinas)
Pour les articles homonymes, voir Barrancas.
Barrancas est une ville du Venezuela, capitale de la paroisse civile de Barrancas et chef-lieu de la municipalité de Cruz Paredes dans l'État de Barinas.